# Hákonar saga Hákonarsonar

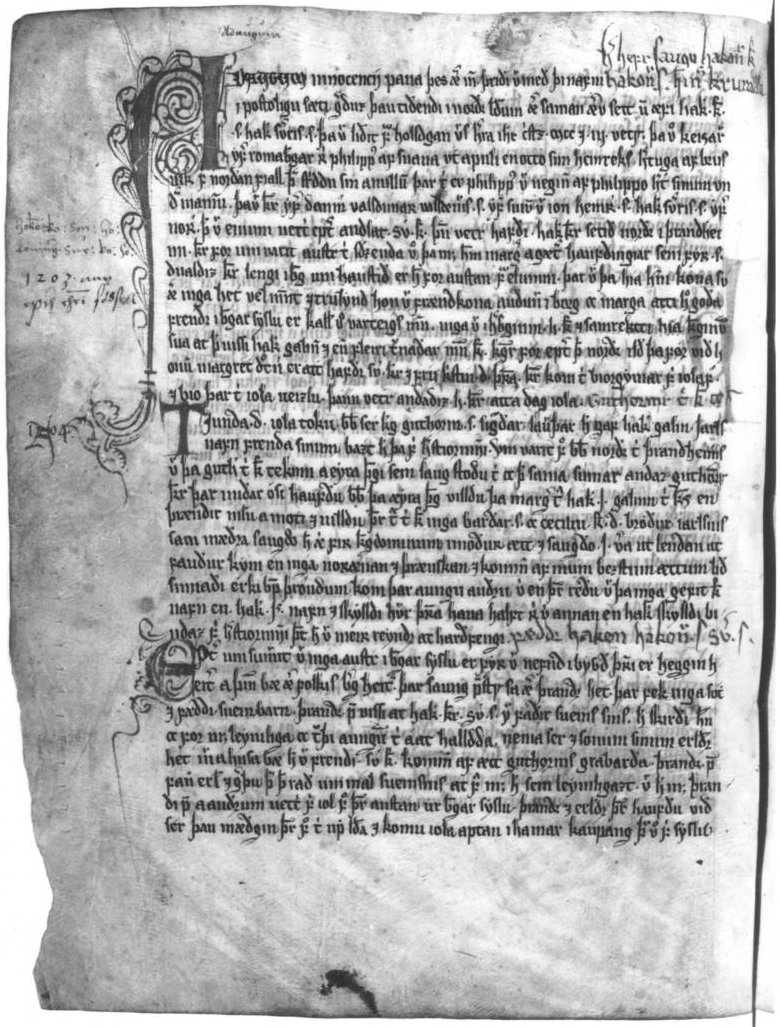
Página do manuscrito Hákonar saga Hákonarsonar

Hákonar saga Hákonarsonar (Saga de Haakon Haakonarson) ou Hákonar saga gamla (Saga de Haakon o Velho) é uma das sagas reais escrita em nórdico antigo; trata sobre a vida e reinado de Haakon IV da Noruega. A saga foi escrita pelo nobre e também historiador islandês Sturla Thordarson. Sturla esteve na corte norueguesa de Magno VI na década de 1260 quando soube da morte do rei Haakon, imediatamente Magno atribuiu a tarefa de escrever uma saga para o falecido monarca, que é a principal fonte de informação daquele período da história da Noruega, desde a entronização em 1217 até sua morte em 1263.
Uma pequena porção da saga, relacionada com a campanha militar na Escócia em 1263, foi traduzida ao inglês por James Johnstone e impressa em 1782, com uma segunda edição em 1882. A saga completa em inglês foi traduzida por G.W. Dasent e impressa em 1894, com uma reimpressão em 1964.

## Outras fontes
- Hákonar saga Hákonarsonar no Projeto Gutenberg